# Armada de la República Federal Socialista Yugoslava
La Armada de la RFS Yugoslava (Jugoslavenska ratna mornarica) era la Marina de Guerra de la antigua República Federal Socialista de Yugoslavia. Estaba compuesta fundamentalmente de una fuerza de defensa costera con la misión de impedir desembarcos enemigos a lo largo de 4000 kilómetros de su accidentada costa y las islas de la costa, la impugnación de un bloqueo enemigo o el control del estratégico Estrecho de Otranto. Sus capacidades eran limitadas por la falta de tiempo en operaciones marítimas y frecuentes ejercicios de fuego real.
En 1990 constaba de 10 000 marineros, 4400 prestando servicio militar, incluyendo 2300 en veinticinco baterías costeras de artillería y 900 marines en una Brigada de Infantería ligera.

## Historia
Los partisanos yugoslavos habían operado con muchas pequeñas embarcaciones en redadas de acoso a convoyes italianos en el mar Adriático durante la Segunda Guerra Mundial. Después de la guerra, la marina operaba con numerosos submarinos alemanes e italianos, destructores, dragaminas, lanchas de desembarco y tanques capturados durante la guerra o recibidos como botín de guerra. Los Estados Unidos proporcionaron ocho torpederos en la década de 1940, pero la mayoría de estas unidades pronto quedaron obsoletas. La Armada se mejora en la década de 1960, cuando adquirió diez buques lanzamisiles clase Osa y cuatro torpederos clase Shershen de la Unión Soviética. Los soviéticos les otorgan una licencia para construir once unidades Shershen adicionales en los astilleros de Yugoslavia desarrollados para este propósito.
En 1980 y 1982, la Armada recibió dos fragatas de clase Koni soviéticas. En 1988 se completaron dos unidades adicionales bajo licencia. Las fragatas Koni estaban armadas con cuatro lanzadores de misiles soviéticos SS-N-2B misiles tierra-tierra, gemelos SA-N-4 misiles tierra-aire, y lanzadores de cohetes antisubmarinos.
La Armada Yugoslava había desarrollado la construcción de su propio submarino durante la década de 1960. En 1990 las principales unidades de combate del servicio estaba compuesto por una patrulla de tres submarinos clase Heroj armados con torpedos de 533 mm. Dos pequeñas unidades de submarinos clase Sava, entrando en servicio a finales del año 1970. Dos submarinos de clase Sutjeska habían sido relegados principalmente a misiones de entrenamiento en el año 1990. En ese momento la Marina había dirigido sus esfuerzos, al parecer, a la construcción de submarinos muy pequeños y versátiles. Cuatro vehículos miniatura clase Una y cuatro clase Mala, mini submarinos de transporte de buzos o nadadores, se encontraban en servicio a finales de 1980. Fueron construidos para el uso de equipos de demolición submarina y fuerzas especiales. Los vehículos clase Una llevaban cinco tripulantes, ocho buzos de combate, cuatro vehículos clase Mala y minas navales. Los vehículos clase Mala estaban compuestos por dos buzos y 250 kilogramos de minas.
La Armada opera diez clase Osa-I y seis buques de ataque rápido clase Končar. Los barcos clase Osa estaban armados con cuatro lanzamisiles tierra-tierra SS-N-2A. En 1990 barcos Kobra internos estaban programados para comenzar a reemplazar los barcos Osa clase-I. El Kobra iba a ser armado con cuatro u ocho lanzamisiles antibuques SS-N-2C suecos. Armados con dos lanzamisiles SS-N-2B, los barcos clase Končar fueron el modelo de los suecos clase Spica. La Marina incluyó quince torpederos clase Topciderde, cuatro clase Shershen de la ex Unión Soviética y once unidades construidas en Yugoslavia.
Las lanchas patrulleras fueron utilizadas principalmente para la guerra antisubmarina. El inventario incluía tres corbetas antisubmarinas de escolta de clase Mornar, con lanzadores de cohetes antisubmarinos y cargas de profundidad.  La clase Mornar se basó en un diseño francés de mediados del año 1950. Diecisiete patrulleras costeras clase Mirna y trece submarinos Kraljevica, más viejos, también estaban disponibles.
La guerra de minas de la Marina y la capacidad de contramedidas se consideraban adecuadas en 1990. Se pusieron en funcionamiento cuatro cazaminas costeros de clase Vukov Klanac, fabricados sobre un diseño francés, cuatro dragaminas costeros, y seis buques dragaminas de bajura clase 117 construidos en los astilleros nacionales. Un mayor número de dragaminas más o menos capaces se utiliza principalmente en las operaciones fluviales. Otras unidades más antiguas se utilizaban como lanzaminas. La Marina utilizó lanchas de desembarco anfibio en apoyo de operaciones militares en la zona de los ríos Danubio, Sava y Drava. Entre ellos dos tanques y vehículos de desembarco de asalto. En 1990 había cuatro lanchas de desembarco en servicio clase 501, diez de clase 211 y veinticinco de clase 601. La mayoría de ellos también eran capaces de colocar minas en los ríos y zonas costeras.
Las baterías costeras de artillería disponían de misiles tierra-tierra y armas de fuego. Operaban con el diseño soviético del SS-C-3 montados sobre camiones con misiles antibuque Brom. Este último era esencialmente una variante yugoslava del SS-N-2 de la Unión Soviética. Los cañones costeros incluían por encima de las 400 unidades; de 88, 122 y 130 mm, y piezas de artillería 152 mm obtenidas de la Unión Soviética, los Estados Unidos, de Alemania después de la guerra y los fabricados en Yugoslavia.

## Organización
En Combates menores de superficie la flota de la Marina participó con cerca de ochenta fragatas, corbetas, submarinos, dragaminas, misiles, torpedos y lanchas patrulleras en el Adriático. La región naval se dividió en tres distritos más pequeños y una flotilla naval en los ríos con grandes bases ubicadas en Split, Šibenik, Pula, Ploče y Kotor en el Adriático y Novi Sad en el Danubio. La flota fue organizada dentro de misiles, torpedos, y cuerpos de lanchas patrulleras, una división de submarinos, dragaminas y flotillas. El orden de batalla incluía cuatro fragatas, tres corbetas, cinco submarinos de patrulla, cincuenta misiles y ocho torpedos, lanchas patrulleras y veintiocho dragaminas. La Marina tenía apoyo de un escuadrón de helicópteros antisubmarinos de la fuerza aérea cuya base se encontraba en Divulje, en el Adriático,  para operaciones costeras. Para ello se utilizaron helicópteros soviéticos Kamov Ka-25, Kamov Ka-27 y Mi-8, y los internos Gazelles (Gacelas). Algunos escuadrones de combate de la fuerza aérea y de Reconocimiento Militar apoyabn también las operaciones navales.

### Marines
La 12 Brigada de Infantería Naval (Mornaricka Pesaddijska Brigada) de Infantería de marina perteneció a la Armada Yugoslava hasta el 4 de febrero de 2003 cuando se convirtió en parte de la Armada de Serbia y Montenegro. La 12 Brigada de Infantería de Marina tuvo su sede en el Octavo Sector Naval Split, pero más tarde fue trasladado cerca de Kotor, una ciudad costera en Montenegro. Un pequeño destacamento se encontraba en Novi Sad en el Danubio. La brigada constaba de 900 a 2.000 hombres distribuidos en dos o tres batallones. Como unidad multiétnica, la brigada se dividió durante la Disolución de Yugoslavia, y vivió poca acción. El remanente más grande se trasladó a Montenegro.

## Equipos

### Armada
Fragatas: 
- Clase Koni  Unión Soviética

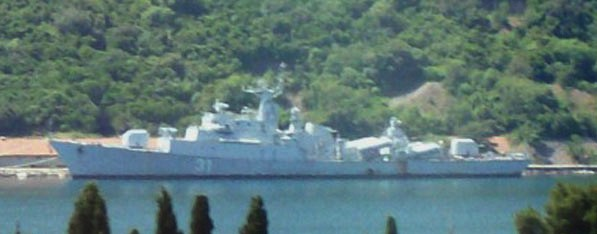
Fragata antisubmarina VPBR-31 Split

  - RF-31 Split (Desde 1993 Belgrado) – Actualmente pendiente de venta en el Arsenal de Tivat, Montenegro, Split fue retirado del servicio por el VCSG. Armamento retirado, puesto a la venta.
  - RF-32 Koper (Desde 1993 Podgorica) – Actualmente en el Arsenal de Tivat, fue retirado del servicio activo por el Armada Yugoslava (RMVJ) en 1995. Canibalizado en 2007 y vendido a Yugoimport SDPR para su desguace. En 2008, para ser desguazado en el Arsenal de Tivat.

- Clase Kotor  Yugoslavia
  - RF-33 Kotor – Actualmente en el Arsenal de Tivat, fue retirado del servicio activo por el Armada Yugoslava (MCG) in 2006. Retornado a la Armada.
  - RF-34 Pula - Actualmente en servicio activo en el MCG.

Submarinos:
- Submarinos, Postguerra  Reino Unido
  - P-801 Tara - Ex Nebojša, el único submarino de la Real Armada Yugoslava sobreviviente de la  invasión alemana de 1941. Retirado del servicio activo en 1980.
  - P-802 Sava - Retirado del servicio activo en 1968.
  - P-901 Mališan - Antiguo mini submarino italiano CB-20. Retirado del servicio activo en 1959.  Italia

- Clase Sutjeska  Yugoslavia

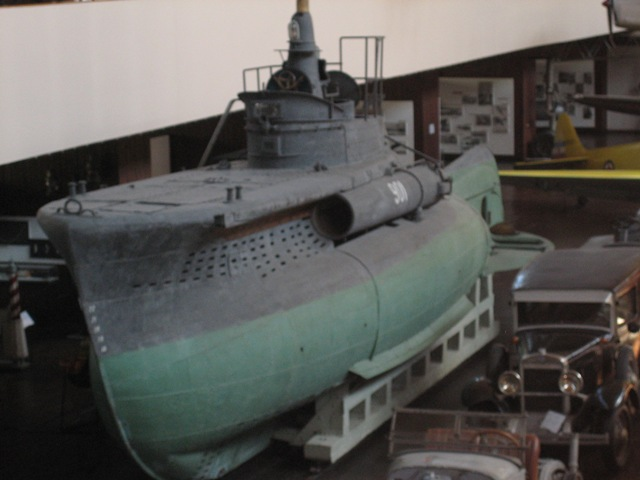
Mališan en una exposición en Zagreb

  - P-811 Sutjeska - Retirado del servicio activo en 1980.
  - P-812 Neretva - Retirado del servicio activo en 1981.

- Clase Heroj  Yugoslavia
  - P-821 Heroj – Actualmente en venta en el Arsenal de Tivat Arsenal, Montenegro. Oneroso mantenemiento detenido durante 2004, Retirado del servicio activo. Transformado en modelo expuesto Museo Naval de Tivat.
  - P-822 Junak – Hundidoy recuperado el acero en el Arsenal de Tivat Arsenal, fue Retirado del servicio activo por el RMVJ a mediados de los 90.
  - P-823 Uskok – Hundido y recuperado el acero es vendido a Izmir, Turquía, en 2007. Retirado del servicio activo por el RMVJ en 1998.

- Clase Sava  Yugoslavia
  - P-831 Sava – Debido a su costoso mantenimiento fue puesto fuera de servicio durante 1996. En 2010, remolcado a Turquía, para su desguace.
  - P-832 Drava – Debido a su costoso mantenimiento fue puesto fuera de servicio durante 1996, Dado de baja por el VSCG wn 2008, desguazado en el Arsenal de Tivat.

- Clase Una-  Yugoslavia
  - P-911Tisa – Conservado y actualmente a la espera de su venta en el Arsenal de Tivat. El Tisa fue retirado del servicio activo por el VSCG en 1997.
  - P-912 Una – Conservado y actualmente a la espera de su venta en el Arsenal de Tivat. El Una fue retirado del servicio activo por el VSCG en 1997.
  - P-913 Zeta – Exhibido en el  Parque Histórico Militar en Pivka desde 2011.
  - P-914 Soča – Se mantuvo en Croacia durante los eventos de 1991. Su costoso proceso de modernización se completó en 1996. En uso operacional en la  Armada Croata como P-01 Velebit hasta 2004, cuando fue retirado del servicio activo. actualmente a la espera de su venta en la Base Naval Lora in Split, Croacia. Dos más son exhibidos en  Belgrado y Pula
  - P-915 Vardar – Actualmente en espera de venta en el Arsenal de Tivat. Costoso mantenimiento parado en 1996, retirado del servicio activo por el MVSCG.
  - P-916 Vrbas – Actualmente en espera de venta en el Arsenal de Tivat. El Vrbas fue retirado del servicio activo por el MVSCG en 2005.

Barcos lanzamisiles: 
- Clase Končar  Yugoslavia
  - RTOP-401 Rade Končar – En la actualidad en venta en  Bar, Montenegro; fue retirado del servicio activo por el MCG in 2006.
  - RTOP-402 Vlado Ćetković – Capturado por la Armada Croata durante los eventos de 1991. Se incorporó al servicio actvo como RTOP-21  Šibenik. Loicalizado en la Base Naval de Lora de Split.
  - RTOP-403 Ramiz Sadiku – Parcialmente desguazado, actualmente en espera de venta en el Arsenal de Tivat. Costoso mantenimiento parado en 1996 mid-1990s. RTOP-403, retirado del servicio activo por el RMVJ en 2007.
  - RTOP-404 Hasan Zahirović-Laca – En la actualidad en venta en Bar, Montenegro. RTOP-404, fue retirado del servicio activo por el MCG in 2006.
  - RTOP-405 Jordan Nikolov – Orce – En la actualidad en venta en Bar, Montenegro. RTOP-405, fue retirado del servicio activo por el MCG.
  - RTOP-406 Ante Banina – En la actualidad en venta en Bar, Montenegro. RTOP-406, fue retirado del servicio activo por el MCG.

Barcos rápidos lanzmisiles: 
- Clase Osa  Unión Soviética (vendidos todos a Egipto)
  - RČ-301 Mitar Acev– Capturado por la Armada Crota durante los eventos de 1991. Se incorporó al servicio activo en la Armada Croata en 2008, como Patrullera rápida-Minadora OBM-41 Dubrovnik.[1]
  - RČ-302 Vlado Bagat – Retirado del servicio activo por el RMVJ a mediados de la década de los 90. Destino: desconocido.
  - RČ-303 Petar Drapšin - Retirado del servicio activo por el RMVJ a mediados de la década de los 90. Destino: desconocido.
  - RČ-304 Stjepan Filipović-Stevo – Retirado del servicio activo por el RMVJ a mediados de la década de los 90. Modernizado en el Arsenal de Tivat, Montenegro y vendido a la Armada Egipcia. En servicio activo en la Armada Egipcia desde 2007, serie 647.
  - RČ-305 Žikica Jovanović Španac - Retirado del servicio activo por el RMVJ a mediados de la década de los 90. Modernizado en el Arsenal de Tivat, Montenegro y vendido a la Armada Egipcia. En servicio activo en la Armada Egipcia desde 2007, serie 649.
  - RČ-306 Nikola Martinović - Retirado del servicio activo por el RMVJ a mediados de la década de los 90. Modernizado en el Arsenal de Tivat, Montenegro y vendido a la Armada Egipcia. En servicio activo en la Armada Egipcia desde 2007, serie 651.
  - RČ-307 Josip Mažar Šoša - Retirado del servicio activo por el RMVJ a mediados de la década de los 90. Modernizado en el Arsenal de Tivat, Montenegro y vendido a la Armada Egipcia. En servicio activo en la Armada Egipcia desde 2007, serie 653.
  - RČ-308 Karlo Rojc - Retirado del servicio activo por el RMVJ a mediados de la década de los 90. Modernizado en el Arsenal de Tivat, Montenegro y vendido a la Armada Egipcia. En servicio activo en la Armada Egipcia desde 2007, serial 655.
  - RČ-309 Franc Rozman-Stane - Retirado del servicio activo por el RMVJ a mediados de la década de los 90.
  - RČ-310 Velimir Škorpik –  Capturado en septiembre de 1991 por la Armada Croata y hundido en 1994 con munición real en prácticas de tiro por los barcos lanzamisiles Kralj Petar Krešimir IV RTOP-11 y OBM-41 Dubrovnik durante la Operación Poseidón.[1][2][3]

Torpederos:
- Clase Shershen  Unión Soviética/ Yugoslavia[4]
  - TČ-211 Pionir
  - TČ-212 Partizan
  - TČ-213 Proleter
  - TČ-214 Topčider
  - TČ-215 Ivan
  - TČ-216 Jadran
  - TČ-217 Kornat
  - TČ-218 Biokovac
  - TČ-219 Streljko - Capturado por la Armada Croata en 1991. Severamente dañada, nunca regresó al servicio activo y hundido en 1994 con munición real en prácticas de tiro por los barcos lanzamisiles Kralj Petar Krešimir IV and OBM-41 Dubrovnik in 1994, durante la Operación  Poseidón.[2][3]
  - TČ-220 Crvena zvezda
  - TČ-221 Partizan III - Capturado por la Armada croata en 1991, donde sirvió como Vukovar OBM-51.
  - TČ-222 Partizan II
  - TČ-223 Napredak
  - TČ-224 Pionir II

Patrulleros: 
- Clase C-80  Yugoslavia
  - PČ-132 Kalnik
  - PČ-133 Velebit
  - PČ-134 Romanija
  - PČ-135 Triglav
  - PČ-136 Lovčen
- Clase Mirna  Yugoslavia
  - PČ-171 Biokovo - Capturado por la Armada croata en 1991, donde sirvió como. En servicio activo como Novigrad OB-01. Localizado en la Base Naval de Lora en Split.
  - PČ-172 Pohorje - En Montenegro, Utilizado como atracción turística.
  - PČ-173 Koprivnik  - En Montenegro, Utilizado como atracción turística.
  - PČ-174 Učka - En servicio con Policía de Montenegro
  - PČ-175 Grmeč - Evacuado a Montenegro durante 1991. En 2007 vendido a un comprador anónimo de Croacia.
  - PČ-176 Mukos - Fue dañado en noviembre de 1991 por una explosión submarina durante la Batalla de los Canales de Dalmacia, a la salida de la isla de Šolta y abandonado por el JRM. Más tarde fue elevado, reparado y vuelto al servicio activo por el HRM como OB-02 Šolta.[5]
  - PČ-177 Fruška gora - En Montenegro, usado como atracción turística
  - PČ-178 Kosmaj - En servicio con la Policía de Montenegro
  - PČ-179 Zelengora - Evacuatedo a Montenegro durante 1991. In 2007 vedido a un comprador anónimo de Croacia.
  - PČ-180 Cer - Captured by the Croatian Navy during the events of 1991. In operational use as OB-03 Cavtat. Located in Naval Base Lora, Split, Croatia.
  - PČ-181 Durmitor - Capturado por la Armada Crota durante los eventos de 1991. En servicio activo como Hrvatska Kostajnica OB-04. Localizado en la Base Naval de Lora, Split, Croacia.

Buques escuela: 
- Galeb  Italia /  Yugoslavia
- Jadran  Alemania - Actualmente en servicio activo en Montenegro.

### Flota Fluvial
Buque de mando
- RPB-30 Kozara  Austria

Estación de Desmagnetización 
- 36 Šabac  Yugoslavia

Dragaminas
- Neštin class  Yugoslavia
  - RML-331 Neštin - En servicio con la Flotilla Fluvial River Flotilla de las Fuerzas Armadas Serbias.
  - RML-332 Motajica - En servicio con la Flotilla Fluvial River Flotilla de las Fuerzas Armadas Serbias.
  - RML-333 Belegiš - Vendido a una agencia de turismo.
  - RML-334 Bosut - Retirado y canibalizado.
  - RML-335 Vučedol - En servicio con la Flotilla Fluvial River Flotilla de las Fuerzas Armadas Serbias.
  - RML-336 Djerdap - En servicio con la Flotilla Fluvial River Flotilla de las Fuerzas Armadas Serbias.

- Clase 307
  - RML-307
  - RML-308
  - RML-309
  - RML-310

Patrulleras de río
- Clase 21  Yugoslavia
  - ČMP-21
  - ČMP-22
  - ČMP-23
  - ČMP-24

- Clase 25  Yugoslavia
  - ČMP-25
  - ČMP-26
  - ČMP-27

- Clase 302  Yugoslavia
  - PČ-302
  - PČ-303

Barcos de asalto
- Clase 101  Yugoslavia
  - DČ-101  Yugoslavia
  - DČ-102